# Fällanden
Fällanden je obec v kantonu Curych ve Švýcarsku. Žije zde  obyvatel.

## Geografie
Aglomerační obec Curychu leží mezi severovýchodním svahem masivu Pfannenstiel a severozápadním břehem jezera Greifensee na okraji Curyšské vysočiny.
Centrum obce Fällanden se nachází na úpatí kopce (453 m), kde se kříží dopravní trasy Dübendorf–Maur a Schwerzenbach–Curych. Odtud se obec rozrostla do rovinného údolí Glatttal, ale také do svahů.
Benglen a Pfaffhausen, dnes větší vesnice, leží na terasách masivu Pfannenstiel asi 150 metrů nad obcí.
Sousedními obcemi jsou Dübendorf, Schwerzenbach, Maur a město Curych.

## Historie

Letecký pohled (1923)

Archeologické vykopávky dokládají existenci mezolitických obydlí a neolitických a bronzových osad v oblasti jezera Greifensee až pod dnešní vesnicí.
Při vykopávkách v roce 1999 v Rüebligu byly objeveny tři hroby z období kolem roku 700 n. l. s těly pohřbenými v poloze na zádech. Jeden z nich je kamenný hrob z glarského verrucana bez pohřebních darů, vedle něj jsou dva hroby s rakvemi. V hrobě ženy byly nalezeny náušnice a přezka opasku, u muže pak dýka a opasek.
Fällanden je poprvé zmíněn kolem roku 820 jako Fenichlanda. V 9. a 10. století vlastnil Fraumünster větší majetky, zatímco Grossmünsteru připadala velká část desátků. Majetek Fraumünsteru byl nejpozději od roku 1250 spravován jako léno místním rychtářem prostřednictvím rodu Mülner. Správní práva náležela do roku 1300 hrabatům z Rapperswilu a v roce 1402 přešla spolu s panstvím Greifensee na Curych.

## Obyvatelstvo
| Rok            | 1634 | 1799 | 1850 | 1900 | 1950 | 1962 | 1970 | 1980 | 1990 | 2000 | 2010 | 2020 |
| Počet obyvatel | 284  | 632  | 848  | 696  | 866  | 1580 | 4260 | 6155 | 6453 | 6423 | 7971 | 8918 |

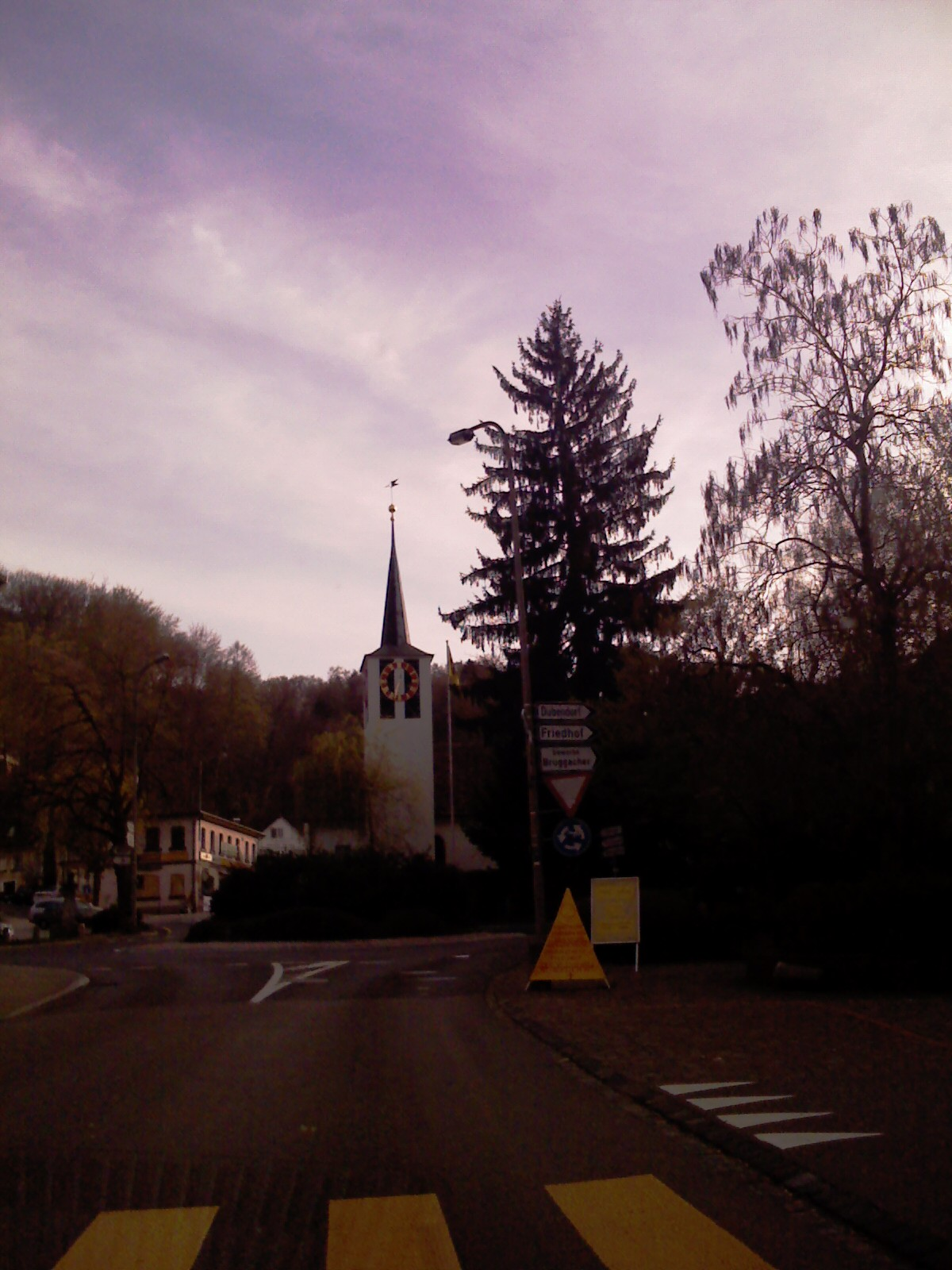
Kostel

Podíl cizinců (obyvatel s trvalým pobytem bez švýcarského občanství) činil v roce 2024 25,6 % (2456 osob).

### Náboženství
Fällanden se nachází v převážně reformovaném kantonu Curych (24,5 % oproti 22,9 % římskokatolického obyvatelstva), přímo v obci je však poměr církví obrácený. V roce 2022 se k evangelické reformované církvi hlásilo 22,3 % obyvatel, k římskokatolické 23,3 % a 54,4 % obyvatel mělo jinou nebo žádnou konfesní příslušnost.

## Hospodářství
V roce 1787 měl Fällanden s více než 50 % obyvatel pracujících v bavlnářské přádelně a tkalcovně jeden z nejvyšších podílů domácích řemeslníků v kantonu. V roce 1784 byla rozdělena veřejná pole a v roce 1800 obecní les. Nadměrné využívání lesa vedlo v roce 1806 k dočasnému zrušení privatizace. Díky absenci železnice a vzdálenosti od hlavních tahů se Fällanden industrializoval jen velmi pomalu. Teprve v roce 1907 se zde s podporou obce usadila továrna na výrobu hedvábí. Během druhé světové války byl v rovinné oblasti Glattu realizován velký meliorační projekt. Díky rozsáhlé zástavbě v Pfaffhausenu a Benglenu se Fällanden mezi lety 1950 a 1980 proměnil v rezidenční obec. Důležitými odvětvími hospodářství v 21. století jsou zemědělství, pohostinství a drobný průmysl.
Na ulici Dübendorfstrasse provozují společnosti Axpo AG a Elektrizitätswerk der Stadt Zürich rozvodnu elektrické energie. Tam končí mimo jiné 380kV vedení Sils–Fällanden, které prochází také osadou Benglen.

## Doprava
Obec Fällanden leží v dopravním svazu Zürcher Verkehrsverbund (ZVV). Několik autobusových linek provozovaných dopravním podnikem Verkehrsbetriebe Zürich (VBZ) obsluhuje všechny části obce a zajišťuje spojení s příměstskou železnicí v Schwerzenbachu, Stettbachu a Scheurenu a také se sítí VBZ v Curychu.
Fällanden leží na silnici Greifenseestrasse Mönchaltorf–Maur–Dübendorf, která se ve Fällanden rozvětvuje na severovýchod směrem na Schwerzenbach a Volketswil (dálnice Oberlandautobahn A15) a na západ směrem na Pfaffhausen, Benglen a Binz.